# Witbrauwvireo
De witbrauwvireo (Vireo leucophrys) is een zangvogel uit de familie Vireonidae (vireo's).

## Verspreiding en leefgebied
Deze soort komt voor van Mexico tot Bolivia en telt 14 ondersoorten:
- V. l. eleanorae: noordoostelijk Mexico.
- V. l. dubius: het oostelijke deel van Centraal-Mexico.
- V. l. amauronotus: van Puebla tot Veracruz (zuidoostelijk Mexico).
- V. l. strenuus: Chiapas (zuidelijk Mexico).
- V. l. bulli: zuidoostelijk Oaxaca (zuidwestelijk Mexico).
- V. l. palmeri: Honduras.
- V. l. costaricensis: centraal Costa Rica.
- V. l. chiriquensis: zuidelijk Costa Rica en westelijk Panama.
- V. l. dissors: van oostelijk Panama tot noordwestelijk Colombia.
- V. l. mirandae: noordelijk Colombia en noordwestelijk Venezuela.
- V. l. josephae: zuidwestelijk Colombia en westelijk Ecuador.
- V. l. leucophrys: de oostelijke Andes van Colombia tot centraal Peru.
- V. l. maranonicus: noordwestelijk Peru.
- V. l. laetissimus: zuidoostelijk Peru en noordelijk Bolivia.

## Status
De grootte van de populatie is in 2019 geschat op 50.000-500.000 volwassen vogels. Op de Rode lijst van de IUCN heeft deze soort de status niet bedreigd.